# Phetchaburi (tỉnh)
Tỉnh Phetchaburi (thường viết tắt Phet'buri; tiếng Thái: เพชรบุรี) là một tỉnh (changwat) ở miền Trung của Thái Lan. Tỉnh này giáp các tỉnh sau (từ phía Bắc theo chiều kim đồng hồ): Ratchaburi, Samut Songkhram và Prachuap Khiri Khan. Phía Tây giáp vùng hành chính Tanintharyi của Myanmar.

## Lịch sử

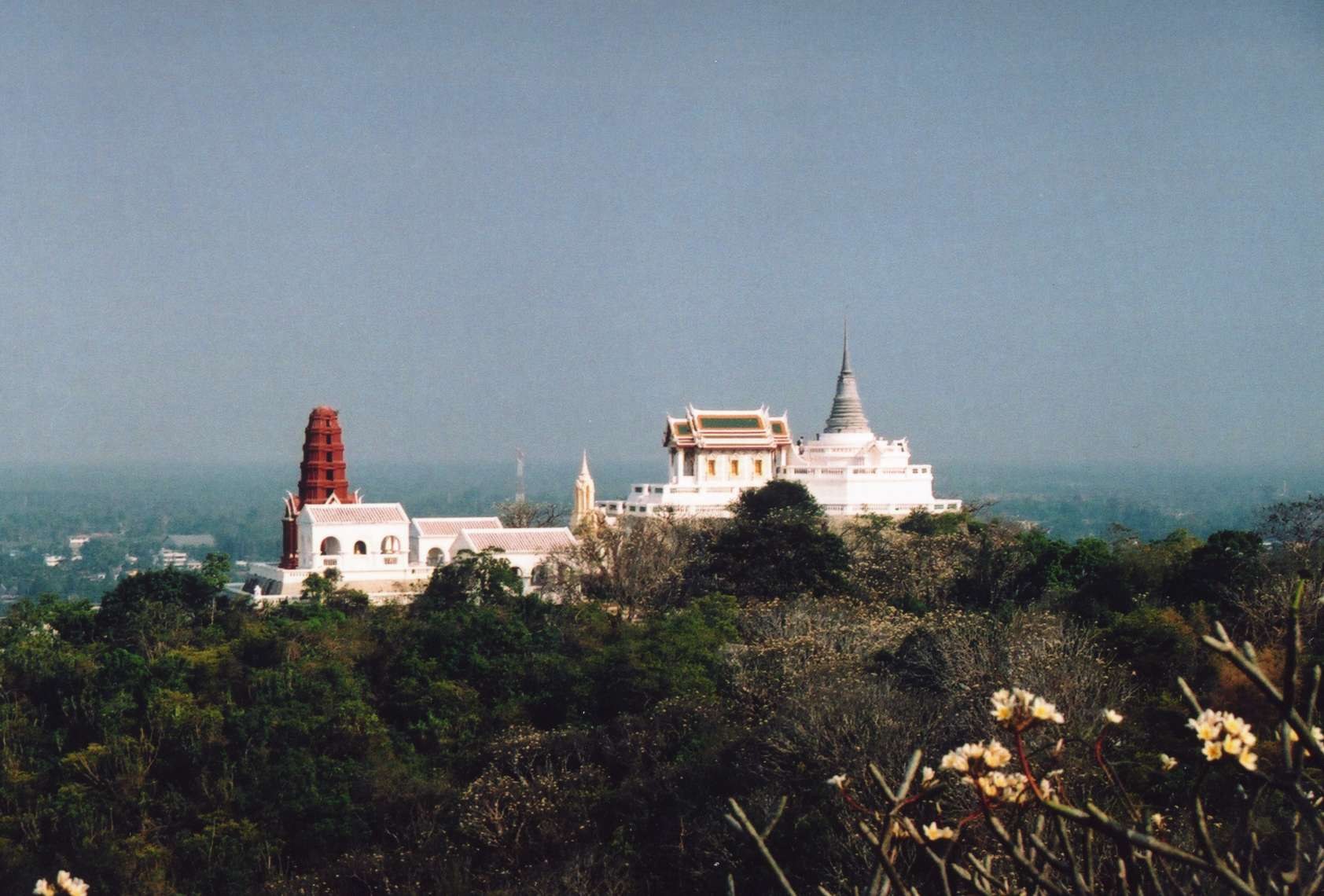
Khao Wang

Phetchaburi là một hoàng thành cổ, có niên đại thế kỷ 8 của người Môn. Sau đó Đế quốc Khmer đã chiếm thành, có thể nhìn thấy cảnh này ngày nay thông qua các prang của chùa Wat Kamphaeng Laeng.
Năm 1860 vua Mongkut xây một cung điện gần thành Phetchaburi, thường gọi là Khao Wang, nhưng tên gọi chính thức là Phra Nakhon Khiri. Bên cạnh cung điện, nhà vua cho xây ngôi tháp để quan sát thiên văn. Ngọn đồi kế đó là nơi tọa lạc của ngôi chùa hoàng gia Wat Phra Kaeo.

## Hành chính
Tỉnh được chia thành 8 huyện (amphoe), các huyện được chia ra 93 xã (tambon) và 681 làng (muban).
| 1. Mueang Phetchaburi 2. Khao Yoi 3. Nong Ya Plong 4. Cha-am | 1. Tha Yang 2. Ban Lat 3. Ban Laem 4. Kaeng Krachan |